# Telixtac
Telixtac es una localidad del estado mexicano de Morelos. Es parte del municipio de Axochiapan.

## Toponimia
El nombre «Telixtac» proviene de los términos en náhuatl: tetl, piedra; iztac, blanco. Su significado es «En las piedras blancas».

## Demografía
| Gráfica de evolución demográfica |
|                                  |

| Censo | Población |
| ----- | --------- |
| 1900  | 771       |
| 1910  | 882       |
| 1921  | 540       |
| 1930  | 622       |
| 1940  | 775       |
| 1950  | 926       |
| 1960  | 1306      |
| 1970  | 1696      |
| 1980  | 2232      |
| 1990  | 3221      |
| 2000  | 3975      |
| 2010  | 4554      |
| 2020  | 5534      |